# Hawthorne Heights
Hawthorne Heights é uma banda de post-hardcore formada em Dayton, Ohio em Junho de 2001. A banda foi inicialmente conhecida como A Day in the Life, mas mudou esse nome junto com a mudança de estilo musical.

## História
Inicialmente conhecida como A Day in the Life, depois do lançamento do álbum Nine Reasons to Say Goodbye) e mudanças significativas de estilo, a banda mudou seu nome para Hawthorne Heights. O baterista Eron Bucciarelli decidiu que o nome da banda seria tirado do nome do autor literário Nathaniel Hawthorne.
O primeiro álbum deles The Silence in Black and White, foi lançado em 2004. O álbum foi devagar nas vendas primeiro;  porém, logo que o vídeo da música "Ohio Is for Lovers" entrou em cena na MTV, e a banda ganhou sucesso nas rádios e aumentou o número de fãs, além disso o álbum tornou-se o mais vendido da Victory Records. The Silence in Black and White foi classicado em 56º na Billboard.
Quando o segundo álbum deles If Only You Were Lonely foi lançado no dia 28 de Fevereiro de 2006, ficou no terceiro lugar da Billboard, graças ao single "Saying Sorry" que teve sucesso na MTV. A banda em 2006 participou do Nintendo Fusion Tour.

### A Perda
No dia 24 de novembro de 2007 (sábado), Casey Calvert, guitarrista/backing vocal do grupo, (o que fazia os "screams"), foi encontrado morto dentro do ônibus em que a banda viajava em turnê. A banda havia feito um show em Detroit e se faria outro em Washington D.C. na noite seguinte. Segundo um porta-voz da polícia, o músico de 25 anos foi declarado morto no local. Ele sofria de asma, o que pode ter causado sua morte.
Seus amigos e integrantes restantes da banda - Eron Bucciarelli, Micah Carli, Matt Ridenour e JT Woodruff publicaram uma mensagem no site oficial do da banda que o falecimento do colega de banda ocorreu “enquanto dormia”.
“Não temos certeza do que aconteceu. Ontem mesmo ele estava brincando com todo mundo antes de ir para a cama”,  publicaram os músicos naquele sábado. “Podemos afirmar com certeza que ele não fez nada ilegal. Por favor, não deem ouvidos a boatos. Não queremos que sua imagem seja manchada.”
Casey ainda chegou a gravar algumas músicas para o álbum Fragile Future, que seria lançado em agosto do ano seguinte (2008) pela Victory Records.

### Atualmente
A banda escreveu 21 músicas para o seu futuro terceiro álbum, e começar logo a gravá-lo. Eles planejam começar a gravar antes de Agosto. Além de tocar na banda, J.T. Woodruff é dono e gere a Carbon Copy Media. Hawthorne Heights tem um demo para sua nova música "Come back home" no site myspace da banda. Essa é uma das 14 faixas que foram feitas para o novo álbum. O álbum irá ser produzido por Howard Benson, que já produziu cds de bandas como: (My Chemical Romance, All-American Rejects, Papa Roach, Daughtry). O lançamento do 3º álbum esta previsto para 5 de Agosto de 2008 e intitular-se-á Fragile Future.

## Discografia

### Álbuns de estúdio
- The Silence in Black and White (2004)
- If Only You Were Lonely (2006)
- Fragile Future (2008)
- Skeletons (2010)
- Zero (2013)
- The Silence in Black and White Acoustic (2014)
- Bad Frequencies (2018)
- The Rain Just Follows Me (2021)
- If Only You Were Lonely XV (2023)

### Singles
| Ano  | Título               | Posições         | Posições           | Álbum                          |
| Ano  | Título               | U.S. Modern Rock | U.K. Singles Chart | Álbum                          |
| ---- | -------------------- | ---------------- | ------------------ | ------------------------------ |
| 2004 | "Ohio Is For Lovers" | #34              | -                  | The Silence in Black and White |
| 2005 | "Niki FM"            | #40              | -                  | The Silence in Black and White |
| 2006 | "Silver Bullet"      | -                | -                  | The Silence in Black and White |
| 2006 | "Saying Sorry"       | #7               | #87                | If Only You Were Lonely        |
| 2006 | "This Is Who We Are" | -                | -                  | If Only You Were Lonely        |
| 2006 | "Pens And Needles"   | -                | -                  | If Only You Were Lonely        |

## Videografia
- This Is Who We Are DVD

## Membros
- J.T. Woodruff: Vocal/Guitarra
- Micah Carli: Guitarra
- Casey Calvert: Guitarra/Vocal de apoio/gritos (falecido)
- Matt Ridenour: Baixo e Vocal de apoio.
- Eron Bucciarelli: Bateria